# Gingkin
Gingkin är en ort i Australien. Den ligger i kommunen Oberon och delstaten New South Wales, i den sydöstra delen av landet, omkring 120 kilometer väster om delstatshuvudstaden Sydney. Orten hade 62 invånare år 2021.